# Нескорений (фільм, 2000)
«Неско́рений» (англ. «The Undefeated») — копродукційний українсько-американський художній фільм 2000-го року кінорежисера Олеся Янчука. Відзнятий на кіностудії «Студія Олесь-фільм» за сприяння Українського конгресового комітету Америки (УККА) і за участю Національної кіностудії художніх фільмів ім. О. Довженка. Головним консультантом фільму був тодішній президент Світового конґресу українців Аскольд Лозинський.
11 березня 2001 року відбулася закордонна прем'єра фільму в США у NYU Cantor Film Center. 1 вересня 2001 року відбулася закордонна прем'єра фільму в Канаді на Montreal Film Festival. 30 вересня 2008 року фільм з'явився на DVD-дисках.

## Сюжет
1950 рік. З кінцем Другої світової війни на теренах Західної України ведеться нерівна боротьба на два фронти: спочатку проти німецьких військ і диверсійних загонів НКВС СРСР, а потім — самотужки у лютому герці з усією каральною силою СРСР. У Карпатах продовжують збройну боротьбу частини та невеликі боївки Української повстанської армії.
На чолі армії — талановитий командир, славетний генерал-хорунжий Роман Шухевич, знаний серед воїнів УПА як Тарас Чупринка. Саме долю цього командира покладено в гостросюжетну й динамічну основу фільму «Нескорений»: це вдала спроба художніми засобами донести до глядача правду про події воєнного та повоєнного часу в Західній Україні.

## Актори
- Григорій Гладій — Роман Шухевич
- Вікторія Малекторович — Галина Дидик
- Сергій Романюк — Соловйов
- Віктор Степанов — майор НКВС
- Світлана Ватаманюк — Наталка Шухевич
- Дмитро Миргородський — Йосип Шухевич, батько Романа
- Володимир Горянський — агент Пашкевич
- Георгій Морозюк — станичний Голуб
- Орест Огородник — стрілець Сорока
- Ярослав Мука — Степан Бандера
- Олексій Вертинський — полковник Бізанц
- Ірма Вітовська — Дарка Гусяк «Нуся», зв'язкова УПА
- Ольга Когут — «Роза»
- Борис Георгієвський — солдат СМЕРШу
- Станіслав Боклан — козак
- Василь Портяк — гуцул
- Іван Солдак — Іван
- Іван Кадубець — Славко
- Станіслав Малганов — водій таксі
- Анатолій Барчук — генерал МГБ
- Володимир Абазопуло — генерал МГБ
- Олександр Биструшкін — людина в штатському
- Володимир Пантелюк — кур'єр
- Борис Харитонов — Шубладзе, лікар
- Андрій Баса — лікар-кардіолог
- Микола Запісочний — майор медичної служби
- Олександр Герелес — Ярослав Стецько
- Олег Примогенов — Прима, агент МГБ
- Юрій Потапенко — сержант під час обшуку
- Вія Кальва — Зеня
- Зенон Коваль — Собінський
- Володимир Галицький — Юрій, брат Шухевича
- Денис Бабинський — Юрій, син Шухевича
- Віка Янчук — Наталя, дочка Шухевича
- Володимир Зозуля — Степан
- Йосип Найдук — епізод
- Алла Гордієнко — епізод
- Віктор Полторацький — спортивний суддя
- Володимир Голосняк — епізод
- Олена Тополь — дружина Стуса

## Кошторис
Початковий кошторис фільму був 150 тис. дол. Фінальний кошторис фільму склав 2 мільйони гривень (~$0,5 мільйона доларів за тодішнім курсом). Серед спонсорів фільму — УККА, Студія Довженка, Мінкультури України, Olesfilm Studios, Об'єднання митців «Земля», Торговий центр «Галичина», Івано-франківські міська й обласна держадміністрації.